# Argagnon
Argagnon est une commune française, située dans le département des Pyrénées-Atlantiques en région Nouvelle-Aquitaine.

## Géographie

### Localisation
La commune d'Argagnon se trouve dans le département des Pyrénées-Atlantiques, en région Nouvelle-Aquitaine.
Elle se situe à 39 km par la route de Pau, préfecture du département, et à 12 km d'Artix, bureau centralisateur du canton d'Artix et Pays de Soubestre dont dépend la commune depuis 2015 pour les élections départementales.
La commune fait en outre partie du bassin de vie d'Orthez.
Les communes les plus proches sont : 
Maslacq (2,1 km), Sarpourenx (2,4 km), Castétis (2,9 km), Mont (3,4 km), Balansun (4,1 km), Biron (4,3 km), Mesplède (4,6 km), Castetner (5,4 km).
Sur le plan historique et culturel, Argagnon fait partie de la province du Béarn, qui fut également un État et qui présente une unité historique et culturelle à laquelle s’oppose une diversité frappante de paysages au relief tourmenté.

### Communes limitrophes
Les communes limitrophes sont  Arthez-de-Béarn, Balansun, Castétis, Maslacq, Mesplède, Mont et Sarpourenx.
| Castétis   | Balansun | Mesplède (par un quadripoint) |
| Sarpourenx | Argagnon | Arthez-de-Béarn               |
| Maslacq    | Mont     |                               |

### Hydrographie

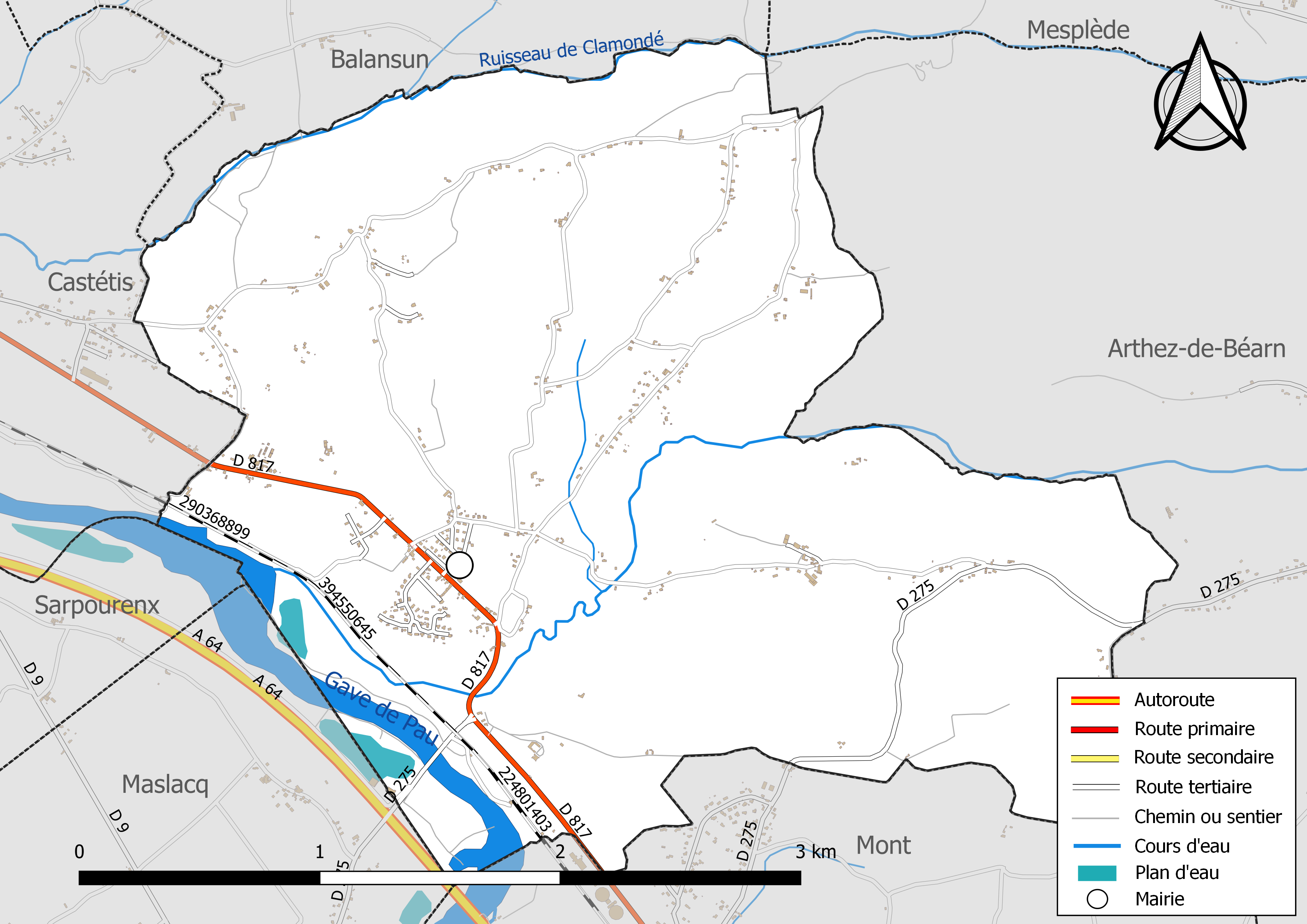
Réseaux hydrographique et routier d'Argagnon.

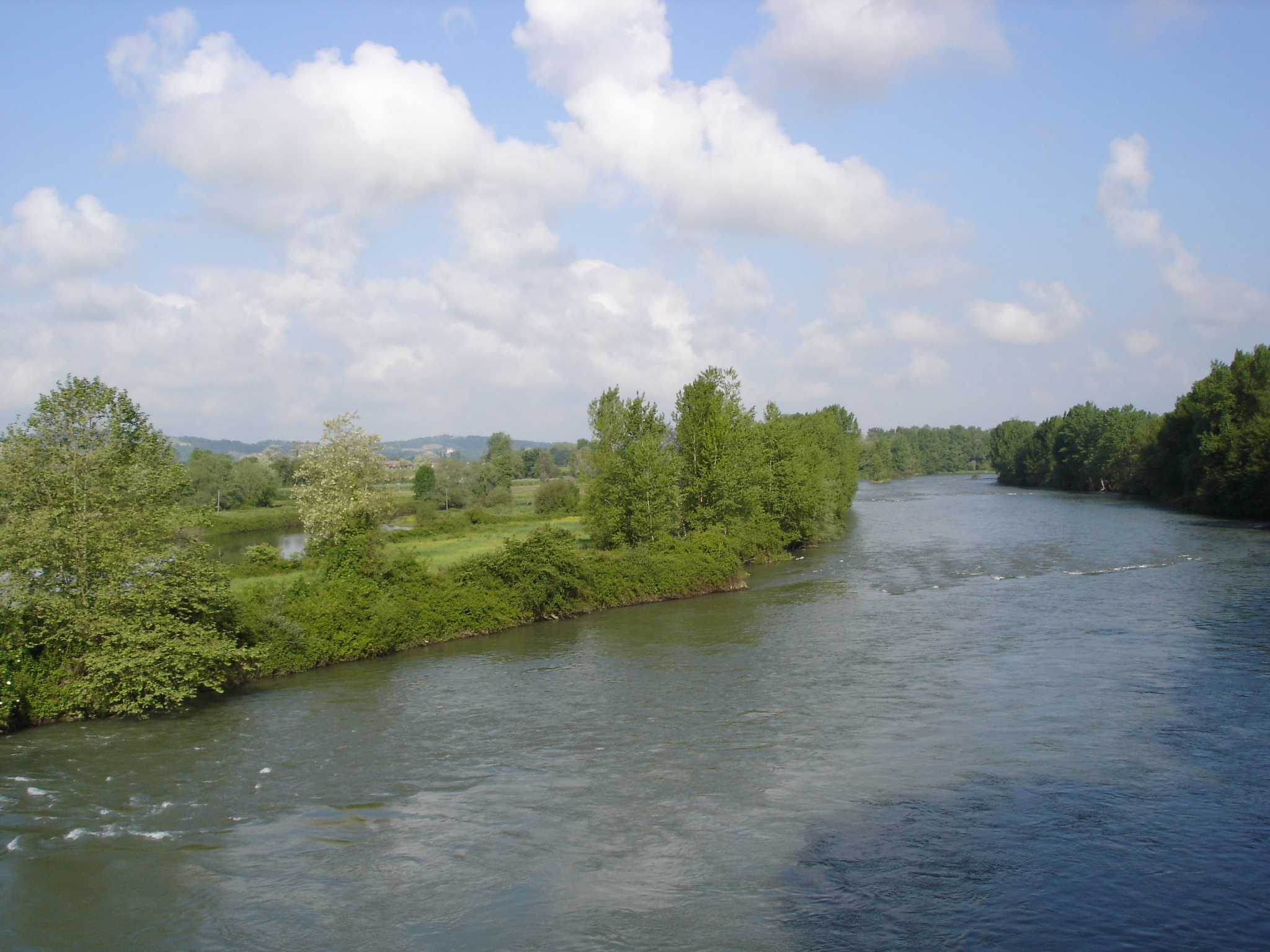
Le gave de Pau entre Argagnon et Maslacq, sur son trajet béarnais.

La commune est drainée par le gave de Pau, le ruisseau de Clamondé et par divers petits cours d'eau, constituant un réseau hydrographique de 8 km de longueur totale,.
Le gave de Pau, d'une longueur totale de 192,8 km, prend sa source dans la commune de Gavarnie-Gèdre et s'écoule du sud-est vers le nord-ouest. Il longe la commune sur son flanc sud-ouest et se jette dans l'Adour à Saint-Laurent-de-Gosse, après avoir traversé 88 communes.

### Climat
Pour des articles plus généraux, voir Climat de la Nouvelle-Aquitaine et Climat des Pyrénées-Atlantiques.
Historiquement, la commune est exposée à un climat de montagne.
En 2020, Météo-France publie une typologie des climats de la France métropolitaine dans laquelle la commune est toujours exposée à un climat de montagne et est dans la région climatique Pyrénées atlantiques, caractérisée par une pluviométrie élevée (>1 200 mm/an) en toutes saisons, des hivers très doux (7,5 °C en plaine) et des vents faibles.
Pour la période 1971-2000, la température annuelle moyenne est de 13,5 °C, avec une amplitude thermique annuelle de 13,8 °C. Le cumul annuel moyen de précipitations est de 1 215 mm, avec 11,9 jours de précipitations en janvier et 8,2 jours en juillet. Pour la période 1991-2020, la température moyenne annuelle observée sur la station météorologique la plus proche, située sur la commune d'Orthez à 8 km à vol d'oiseau, est de 14,1 °C et le cumul annuel moyen de précipitations est de 1 211,5 mm,. Pour l'avenir, les paramètres climatiques de la commune estimés pour 2050 selon différents scénarios d’émission de gaz à effet de serre sont consultables sur un site dédié publié par Météo-France en novembre 2022.

### Milieux naturels et biodiversité

#### Réseau Natura 2000
Le réseau Natura 2000 est un réseau écologique européen de sites naturels d'intérêt écologique élaboré à partir des Directives « Habitats » et « Oiseaux », constitué de zones spéciales de conservation (ZSC) et de zones de protection spéciale (ZPS).
Un site Natura 2000 a été défini sur la commune au titre de la « directive Habitats », : le « gave de Pau », d'une superficie de 8 194 ha, un vaste réseau hydrographique avec un système de saligues encore vivace.

#### Zones naturelles d'intérêt écologique, faunistique et floristique
L’inventaire des zones naturelles d'intérêt écologique, faunistique et floristique (ZNIEFF) a pour objectif de réaliser une couverture des zones les plus intéressantes sur le plan écologique, essentiellement dans la perspective d’améliorer la connaissance du patrimoine naturel national et de fournir aux différents décideurs un outil d’aide à la prise en compte de l’environnement dans l’aménagement du territoire.
Une ZNIEFF de type 2 est recensée sur la commune, : 
le « réseau hydrographique du gave de Pau et ses annexes hydrauliques » (3 000,84 ha), couvrant 71 communes dont 10 dans les Landes, 59 dans les Pyrénées-Atlantiques et 2 dans les Hautes-Pyrénées.

## Urbanisme

### Typologie
Au 1er janvier 2024, Argagnon est catégorisée commune rurale à habitat dispersé, selon la nouvelle grille communale de densité à sept niveaux définie par l'Insee en 2022.
Elle appartient à l'unité urbaine d'Orthez, une agglomération intra-départementale regroupant cinq  communes, dont elle est une commune de la banlieue,,. Par ailleurs la commune fait partie de l'aire d'attraction d'Orthez, dont elle est une commune de la couronne,. Cette aire, qui regroupe 26 communes, est catégorisée dans les aires de moins de 50 000 habitants,.

### Occupation des sols

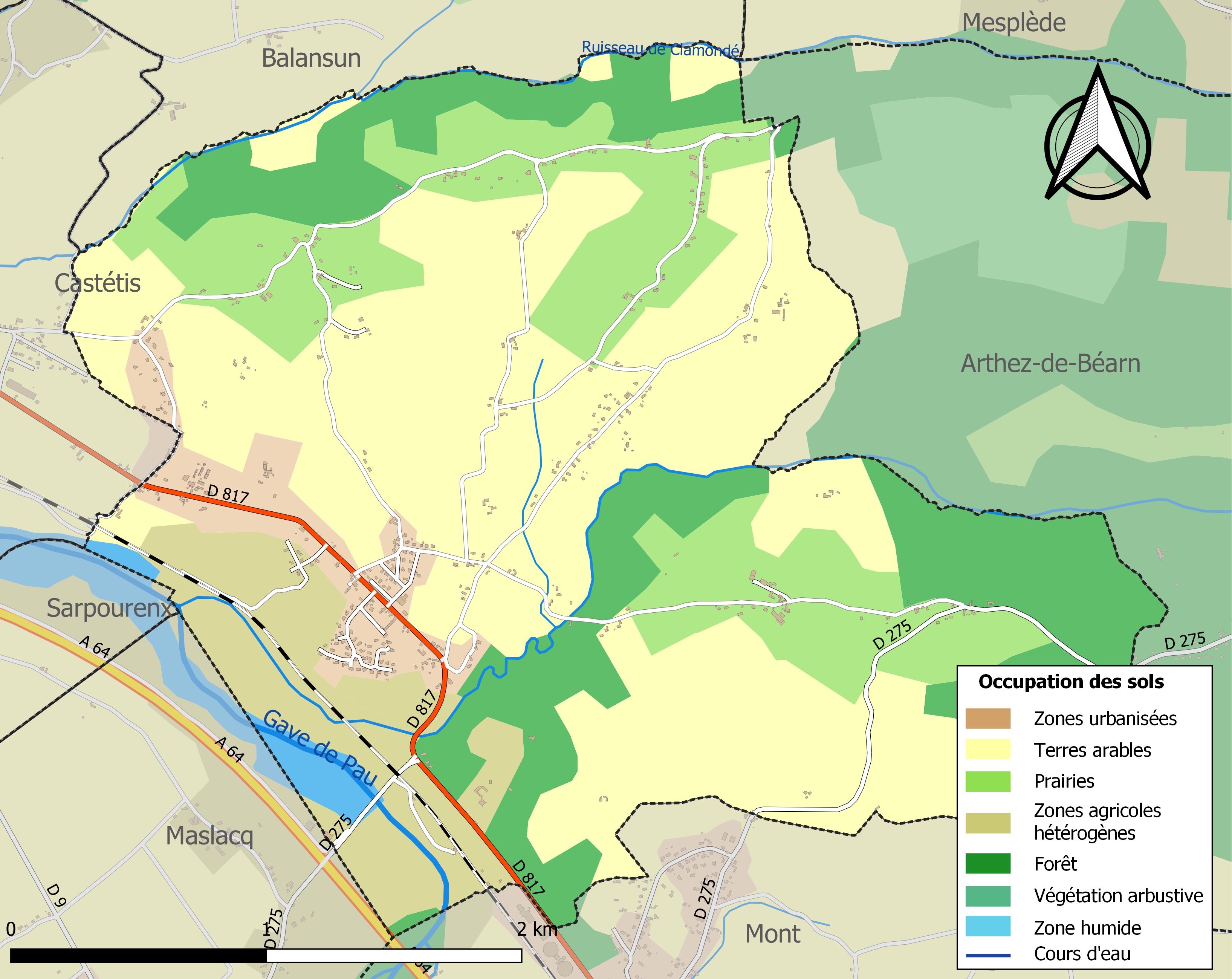
Carte des infrastructures et de l'occupation des sols de la commune en 2018 (CLC).

L'occupation des sols de la commune, telle qu'elle ressort de la base de données européenne d’occupation biophysique des sols Corine Land Cover (CLC), est marquée par l'importance des territoires agricoles (72,2 % en 2018), en diminution par rapport à 1990 (74,6 %). La répartition détaillée en 2018 est la suivante : 
terres arables (45,3 %), forêts (21,5 %), prairies (17,8 %), zones agricoles hétérogènes (9,1 %), zones urbanisées (5,2 %), eaux continentales (1,1 %). L'évolution de l’occupation des sols de la commune et de ses infrastructures peut être observée sur les différentes représentations cartographiques du territoire : la carte de Cassini (XVIIIe siècle), la carte d'état-major (1820-1866) et les cartes ou photos aériennes de l'IGN pour la période actuelle (1950 à aujourd'hui).

### Lieux-dits et hameaux
- Arramoun[6]
- Arrigran[6]
- Arriscle[6]
- Arvélé[6]
- Audios[6]
- Baraten[6]
- Bataille[6]
- Bernès[6]
- Bouhaben[6]
- Cazenave[6]
- Cazot[6]
- Château Champetier[6]
- Chou[6]
- Claverie[6]
- Clerc[6]
- Soum de Coste[6]
- Daubagna[6]
- Guillemet[6]
- Houndière[6]
- Jouanbayle[6]
- Lacamuse[6]
- Lachourute[6]
- Lahoueillâde[6]
- Larréc[6]
- Larrus[6]
- Lassègue[6]
- Lasserre[6]
- Lescloupé[6]
- Lirou[6]
- Louncouat[6]
- Lourtas[6]
- Lourteigt[6]
- Marcerin[26],[6]
- Marchand[6]
- Marquittou[6]
- Maysonnave[6]
- Mirabel[6]
- Momas[6]
- Mouillade[6]
- Moullié[6]
- Nicot[6]
- Pédauque[6]
- Pehau[6]
- Pierre Grand[6]
- Poumé[6]
- Pradot[6]
- Puyôo[6]
- Roc[6]
- Sabaté[6]
- Sarraillot[6]
- Sauvajunte[6]
- Tisné[6]

### Voies de communication et transports

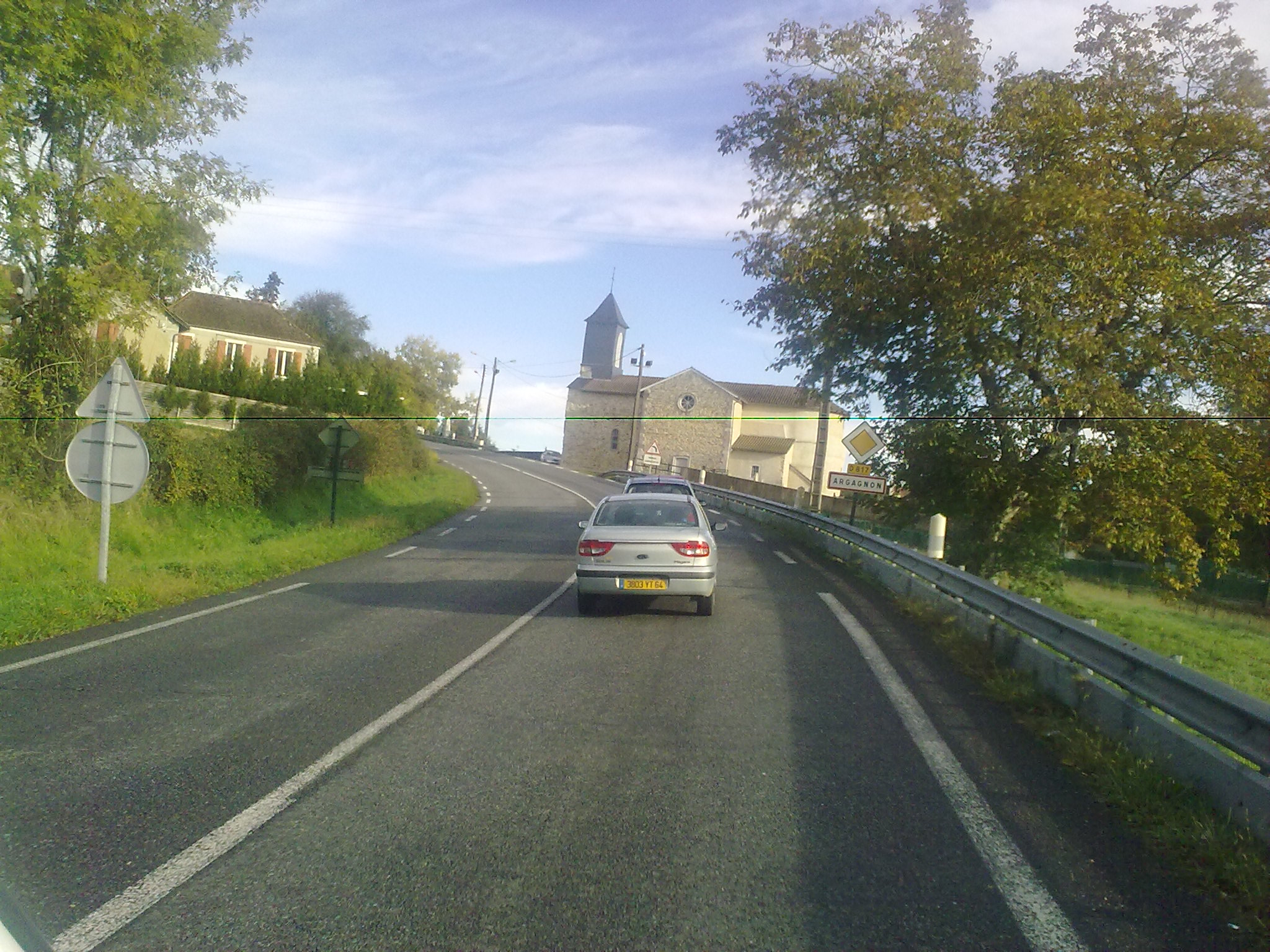
Entrée dans Argagnon.

Argagnon est une station sans service voyageurs (gare marchandises ou gare de triage) sur la ligne de Toulouse à Bayonne.
La commune est desservie par la route départementale D 817 et par la route départementale D 275.
Argagnon est également desservie par le réseau d'autocars interurbains des Pyrénées-Atlantiques :
- Pau — Rue Mathieu Lalanne ⥋ Orthez — Gare SNCF

### Risques majeurs
Le territoire de la commune d'Argagnon est vulnérable à différents aléas naturels : météorologiques (tempête, orage, neige, grand froid, canicule ou sécheresse), inondations et séisme (sismicité modérée). Il est également exposé à un risque technologique, le transport de matières dangereuses, et à un risque particulier : le risque de radon. Un site publié par le BRGM permet d'évaluer simplement et rapidement les risques d'un bien localisé soit par son adresse soit par le numéro de sa parcelle.

#### Risques naturels
Certaines parties du territoire communal sont susceptibles d’être affectées par le risque d’inondation par une crue à  débordement lent de cours d'eau, notamment le gave de Pau. La commune a été reconnue en état de catastrophe naturelle au titre des dommages causés par les inondations et coulées de boue survenues en 1982, 1983, 2009 et 2013 et au titre des inondations par remontée de nappe en 2013,.

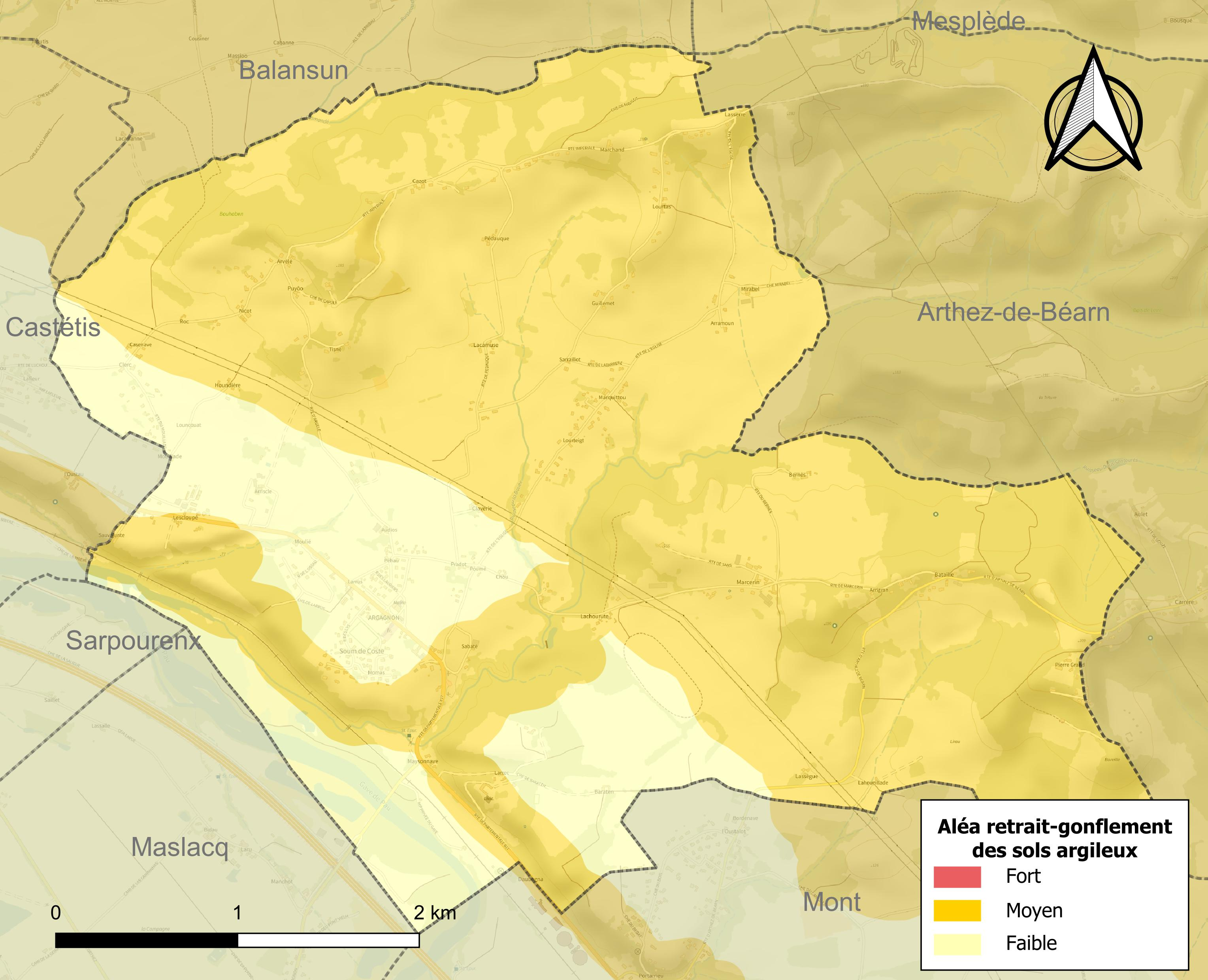
Carte des zones d'aléa retrait-gonflement des sols argileux d'Argagnon.

Le retrait-gonflement des sols argileux est susceptible d'engendrer des dommages importants aux bâtiments en cas d’alternance de périodes de sécheresse et de pluie. 78,7 % de la superficie communale est en aléa moyen ou fort (59 % au niveau départemental et 48,5 % au niveau national). Depuis le 1er octobre 2020, en application de la loi ELAN, différentes contraintes s'imposent aux vendeurs, maîtres d'ouvrages ou constructeurs de biens situés dans une zone classée en aléa moyen ou fort,.

#### Risque particulier
Dans plusieurs parties du territoire national, le radon, accumulé dans certains logements ou autres locaux, peut constituer une source significative d’exposition de la population aux rayonnements ionisants. Selon la classification de 2018, la commune d'Argagnon est classée en zone 2, à savoir zone à potentiel radon faible mais sur lesquelles des facteurs géologiques particuliers peuvent faciliter le transfert du radon vers les bâtiments.

## Toponymie
Le toponyme Argagnon apparaît sous les formes 
Arganion (977 et XIe siècle, cartulaire de Bigorre pour la deuxième date), 
Argalhoo (1376, montre militaire de Béarn), 
Arguanhoo (1385, censier de Béarn), 
Arganhoo (1546, réformation de Béarn), 
Argagnon sur la carte de Cassini (fin XVIIIe siècle) et 
Argagnon-Marcerin lors de sa réunion avec Marcerin le 8 avril 1851.
Son nom béarnais est Arganhon ou Argagnoû). Brigitte Jobbé-Duval indique qu’Argagnon a pour origine le nom du premier propriétaire, Arcanius, et qu’augmenté du suffixe -onem, le toponyme signifie donc ’domaine d’Arcanius’.
Paul Raymond cite en 1863 un fief vassal de vicomté de Béarn, du nom de Castéra, déjà mentionné en 1538 sous la graphie Casterar (réformation de Béarn).
Les Castets était un écart d’Argagnon-Marcerin, cité en 1779 par le terrier de Marcerin.
Marcerin est cité sous les formes 
Marcerii (1345, notaires de Pardies), 
Marsserü (1385, censier de Béarn), Marsery (1779, terrier de Marcerin) et 
Marcery (1793 ou an II).

## Histoire
En 1385, Argagnon et Marcerin dépendaient du bailliage de Pau. Marcerin comptait à l'époque douze feux.
Les seigneurs d'Argagnon était la famille de Castéra,
Jusqu'en 1846 Argagnon fit partie du canton de Lagor. La commune s'unit à Marcerin le 8 avril 1851 pour former la commune d’Argagnon-Marcerin.
C'était, sous l'Occupation, un des postes de contrôle officiels de la Ligne de démarcation.

## Politique et administration

### Liste des maires
| Période    | Période   | Identité           | Étiquette | Qualité |
| ---------- | --------- | ------------------ | --------- | ------- |
| avant 1981 | mars 1995 | Georges Vandesande | SE        |         |
| mars 1995  | mars 2001 | Guillaume Defarge  |           |         |
| mars 2001  | 2020      | André Cassou       | DVG       |         |
| 2020       | En cours  | Gilles Leveque     |           |         |

Georges Vandesande a parrainé la candidature de Jacques Cheminade à l'élection présidentielle de 1995.

### Intercommunalité
Argagnon appartient à cinq structures intercommunales :
- la communauté de communes de Lacq-Orthez ;
- le syndicat d’énergie des Pyrénées-Atlantiques ;
- le syndicat intercommunal d’Arthez-de-Béarn ;
- le syndicat intercommunal d'eau et d'assainissement gave et Baïse ;
- le syndicat intercommunal de défense contre les inondations du gave de Pau.

## Population et société

### Démographie
En 1385, la commune comptait 9 feux.
Le nom des habitants est Argagnonais.
L'évolution du nombre d'habitants est connue à travers les recensements de la population effectués dans la commune depuis 1793. Pour les communes de moins de 10 000 habitants, une enquête de recensement portant sur toute la population est réalisée tous les cinq ans, les populations de référence des années intermédiaires étant quant à elles estimées par interpolation ou extrapolation. Pour la commune, le premier recensement exhaustif entrant dans le cadre du nouveau dispositif a été réalisé en 2006.

En 2022, la commune comptait 699 habitants, en évolution de −0,57 % par rapport à 2016 (Pyrénées-Atlantiques : +3,78 %, France hors Mayotte : +2,11 %).
| 1793 | 1800 | 1806 | 1821 | 1831 | 1836 | 1841 | 1846 | 1851 |
| ---- | ---- | ---- | ---- | ---- | ---- | ---- | ---- | ---- |
| 212  | 193  | 205  | 227  | 222  | 238  | 359  | 366  | 348  |

| 1856 | 1861 | 1866 | 1872 | 1876 | 1881 | 1886 | 1891 | 1896 |
| ---- | ---- | ---- | ---- | ---- | ---- | ---- | ---- | ---- |
| 515  | 491  | 486  | 457  | 464  | 502  | 460  | 442  | 415  |

| 1901 | 1906 | 1911 | 1921 | 1926 | 1931 | 1936 | 1946 | 1954 |
| ---- | ---- | ---- | ---- | ---- | ---- | ---- | ---- | ---- |
| 415  | 436  | 411  | 393  | 408  | 366  | 330  | 309  | 323  |

| 1962 | 1968 | 1975 | 1982 | 1990 | 1999 | 2006 | 2011 | 2016 |
| ---- | ---- | ---- | ---- | ---- | ---- | ---- | ---- | ---- |
| 374  | 468  | 505  | 501  | 695  | 711  | 707  | 728  | 703  |

| 2021 | 2022 | - | - | - | - | - | - | - |
| ---- | ---- | - | - | - | - | - | - | - |
| 700  | 699  | - | - | - | - | - | - | - |

## Économie
La commune fait partiellement partie de la zone d'appellation de l'ossau-iraty.

## Culture locale et patrimoine

### Sobriquet et dicton
D’après Hubert Dutech, les habitants de Marcerin étaient appelés perautucs, ce qui signifie ’benêts’. Il cite également le diction A Marcerin, n'i a glèisa ni mouli, mes que i a ua houratèra, oun lou diable apèra, ce qui signifie « À Marcerin, il n'y a ni église, ni moulin, mais il y a une petite grotte d'où le diable appelle ».

### Lieux et monuments

#### Patrimoine civil
Plusieurs camps préhistoriques ont été découverts sur la commune, témoignant de son passé ancien. Le plus important d’entre eux est le Turoû de Dous Garos, qui s’élève à 90 mètres. Des fossés l’entourent ainsi que trois remparts de terre. Des vestiges de l'âge de fer y ont été découverts. Le parc du château actuel est situé dans l’ancienne castéra.

#### Patrimoine religieux
L'église Saint-Pierre datant de 1866, fut construite sur des vestiges provenant du XIe siècle. Elle est inscrite à l’Inventaire général du patrimoine culturel.

### Personnalités liées à la commune

#### Nées auXVIIIesiècle
- Raymond Larrabure, né en 1797 à Saint-Jean-Pied-de-Port et décédé en 1875 à Argagnon, est un homme politique français.

#### Nées auXIXesiècle
- Henry de Pène, né en 1830 à Paris et décédé en 1888 dans cette même ville, est un écrivain et journaliste français. Henry de Pène se fit aussi appeler Henry de Pène d'Argagnon, du nom du château que possédait son père à Argagnon.

#### Nées auXXesiècle
- Robert Sarrabère, né en 1926 à Argagnon, est un évêque catholique français, évêque d'Aire et Dax jusqu'à son départ à la retraite en 2002. Du 9 janvier au 2 septembre 2007, il est au service du diocèse de Montauban comme administrateur apostolique pendant la période de transition d’un évêque à l’autre.